# Xu Shaofa
Xu Shaofa (1947, China) is een voormalig Chinees professioneel tafeltennisser. Xu is zijn achternaam.
Hij werd, met het Chinese team, wereldkampioen in 1975. In 1973 werd hij tweede met het team.